# Białystok
Białystok je največje mesto v severovzhodnem delu Poljske in drugo najbolj gosto naseljeno mesto v območju. Leži v bližini poljske meje z Belorusijo in je glavno mesto Podlaškega vojvodstva. Junija 2009 je v mestu živelo 294.399 ljudi. Od leta 1921 do 1998 je bilo del Białystoškega vojvodstva; od leta 1999 je del   Podlaškega vojvodstva.

## Šport
- Jagiellonia Białystok je poljski nogometni klub.

## Znani
- Ludwik Lazarus Zamenhof, poljski zdravnik, okulist, filolog in začetnik umetnega jezika esperanta.
- Aleksandar Flaker, poljsko-hrvaški literarni zgodovinar.
- Radosław Sobolewski, poljski nogometaš.